# حافظه شمایلی
حافظهٔ شمایلی یک محدودهٔ حافظهٔ حسی بصری است که مربوطه به دامنه بصری می‌شود و مخزنی است برای آن دسته از اطلاعات بصری که به سرعت محو می‌شوند. این حافظه جزئی از نظام حافظهی بصری است که همچنین شامل حافظهٔ کوتاه‌مدت بصری و حافظهٔ بلندمدت بصری می‌شود. حافظهٔ شمایلی به عنوان یک مخزن حافظهٔ بسیار مختصر، ازپیش‌موضوع‌بنده‌شده و با گنجایش بالا توصیف شده است.